# Holtville (Califórnia)
Holtville é uma cidade localizada no estado americano da Califórnia, no condado de Imperial. Foi incorporada em 1 de julho de 1908.

## Geografia
De acordo com o United States Census Bureau, a cidade tem uma área de 3 km², onde todos os 3 km² estão cobertos por terra.

## Demografia
Segundo o censo nacional de 2010, a sua população é de 5 939 habitantes e sua densidade populacional é de 1 993,97 hab/km². É a cidade mais densamente povoada do condado de Imperial. Possui 1 937 residências, que resulta em uma densidade de 650,33 residências/km².